# Ohňovec obecný
Ohňovec obecný (Phellinus igniarius) je houba z čeledě kožovkovité (Hymenochaetaceae) řádu kožovkotvaré (Hymenochaetales). Plodnice není jedlá, je velmi tuhá. Ohňovce patří mezi nebezpečné parazity způsobující úhyn dřevin.

## EPPO kód
PHELIG 

## Synonyma patogena

### Vědecké názvy
Podle EPPO je pro patogena s označením ohňovec obecný (Phellinus igniarius) používáno více rozdílných názvů, například Polyporus igniarius nebo Fomes igniarius. 

### České názvy
Podle biolib.cz je pro patogena s označením ohňovec obecný (Phellinus igniarius) používáno více rozdílných názvů, například choroš ohňový, nebo ohňovec ohňový.

## Zeměpisné rozšíření
Evropa, Severní Amerika, Asie, Kanárské ostrovy. Je uváděno, že rozšířen po celé Severní polokouli.

### Výskyt v Evropě

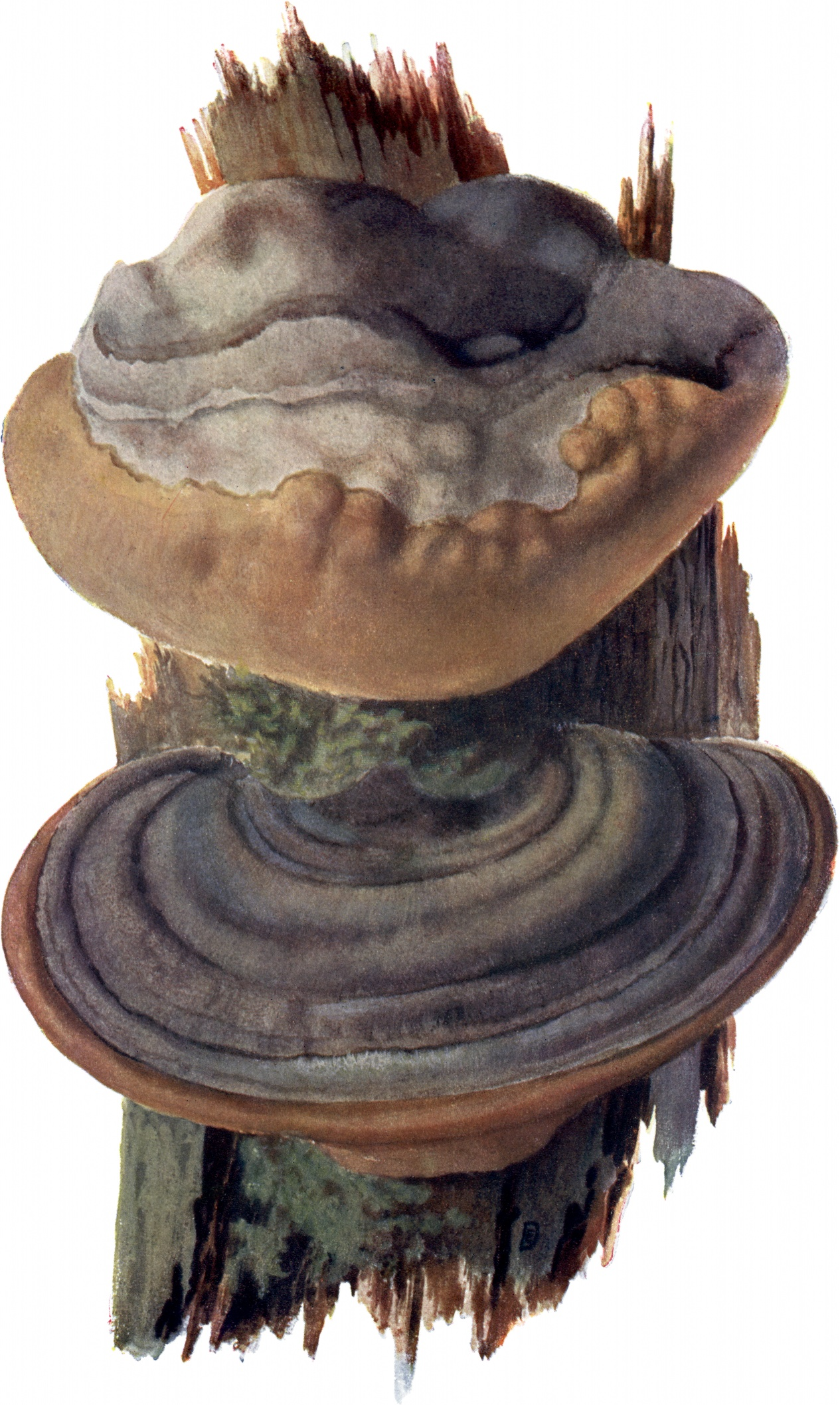

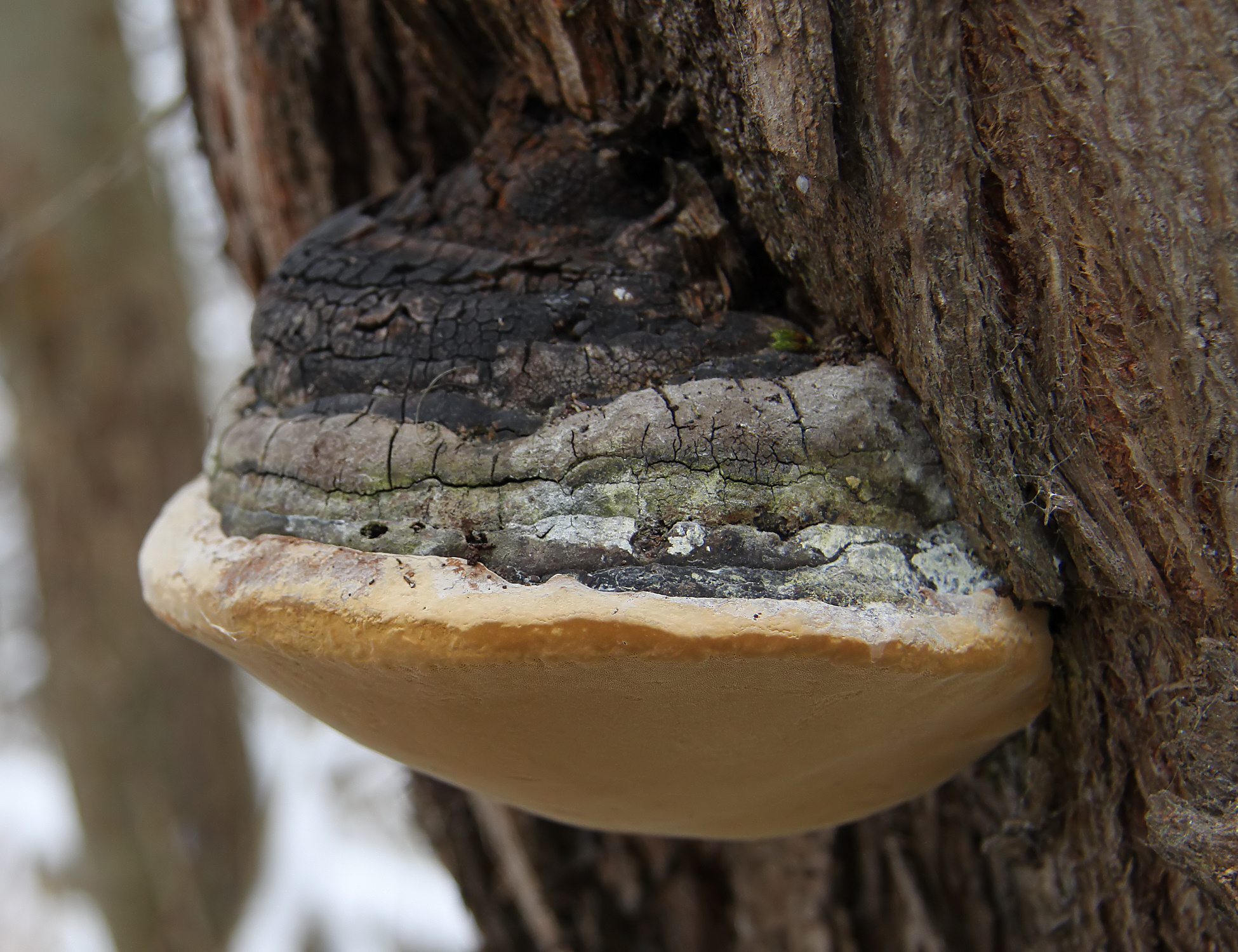
Ohňovec v Tůních u Hájské

Zejména severské země.

### Výskyt v Česku
Běžný druh.

## Popis
Víceletá plodnice, v mládí polokulovitá, boulovitá nebo hlízovitá, později kopytovitá až konzolovitá, tmavě hnědé až šedavěčerné, 5–25 cm v průměru, rourky rezavě hnědé. Mladé plodnice vyrůstají sametovým povrchem, staré plodnice mají políčkovitě rozpraskaný povrch, dužnina je velmi tvrdá, sytě hnědé barvy, v místě po odlomených plodnicích vyrůstá žlutavěokrové mycelium. Výtrusný prach je bílý.

## Hostitel
Preferuje vrby, hostitelem je i topol, jabloň, hrušeň, třešeň, jeřáb, bříza, habr. Atlas chorob a škůdců okrasných dřevin od Biocont Laboratory (Ch. Tomiczek) uvádí jako hostitele i jehličnaté dřeviny, bez bližší specifikace druhu .

## Příznaky
Plodnice na kmeni a silnějších větvích, bílá hniloba rychle pronikající celým kmenem.

### Možnost záměny
- ohňovec ovocný (Phellinus pomaceus nebo také Phellinus tuberculosus)
- troudnatec kopytovitý (Fomes fomentarius)

## Význam
Z hospodářského hlediska je to jeden z nejškodlivějších parazitů listnatých lesů. Patogen proniká rychle kmenem. Způsobuje intenzivní hnilobu dřeva živých stromů.
Plodnice jsou nejedlé. Podle některých informací byly plodnice indiány v Severní Americe užívány s tabákem. Jiný zdroj uvádí, že eskymáci na Aljašce popel z plodnic přidávali pro posílení chuti do tabáku. 

## Ekologie
Celoročně v zahradách, v lesích, parcích a stromořadích, zřejmě nejčastější v měkkých luzích na vrbách. Významnou úlohu při přenosu houby hraje u některých hostitelů datel rudohrdlý (Sphyrapicus varius), který si staví hnízda v kmenech dřevin. 

## Ochrana
Vyloučení poranění kmene a větví.